# NGC 1470
NGC 1470 is een spiraalvormig sterrenstelsel in het sterrenbeeld Eridanus. Het hemelobject werd in 1886 ontdekt door de Amerikaanse astronoom Frank Muller.

## Synoniemen
- PGC 14002
- MCG -2-10-16
- IRAS 03497-0908